# Locomotiva FS Ne 700
Le Ne 700 sono locomotive diesel-elettriche da manovra di provenienza inglese, (residuate belliche ex War-department), entrate in servizio nelle Ferrovie dello Stato italiane nel 1948.

## Storia
Le locomotive Ne 700 fanno parte del gruppo delle cosiddette locomotive di guerra portate dagli alleati sul territorio nazionale durante la seconda guerra mondiale; esse giunsero infatti nel 1944 a seguito dell'esercito inglese. 
Furono costruite in Inghilterra per conto della LMSR (London Midland and Scottish Railway) come British Rail Class D3/7. Requisite dal "War Department" tra il 1941 e il 1944 vennero destinate in varie località occupate dagli alleati.
Le quattro unità che nel 1948 le Ferrovie dello Stato italiano acquisirono nel proprio parco rotabili - decurtato delle perdite a causa dei bombardamenti - dal giugno del 1946 risultavano assegnate all'impianto di Falconara; le prime tre acquisite nel 1950-1951 furono sottoposte a "grande revisione" nelle Officine di Foligno e poi trasferite al deposito locomotive di Savona, dove rimasero fino all'accantonamento, svolgendo servizi di manovra soprattutto nelle stazioni di Albenga, Oneglia, Vado Ligure e San Giuseppe di Cairo. La quarta unità invece, nel dicembre 1946, fu trasferita a Firenze e l'anno dopo a Torino, per una revisione a cura della Fiat; all'inizio del 1951 ritornò a Firenze, poi a Savona. Dopo un breve rientro a Firenze tornò nel 1957 a Savona ove rimase.
La livrea inizialmente prevista dalle FS per queste macchine fu il classico schema castano-isabella poi sostituito da quello verde-giallo conformemente ai mezzi da manovra.

### Radiazione e cessione ad altre compagnie
La Ne 700.004 (ex WD 70.058) fu alienata nel 1977.

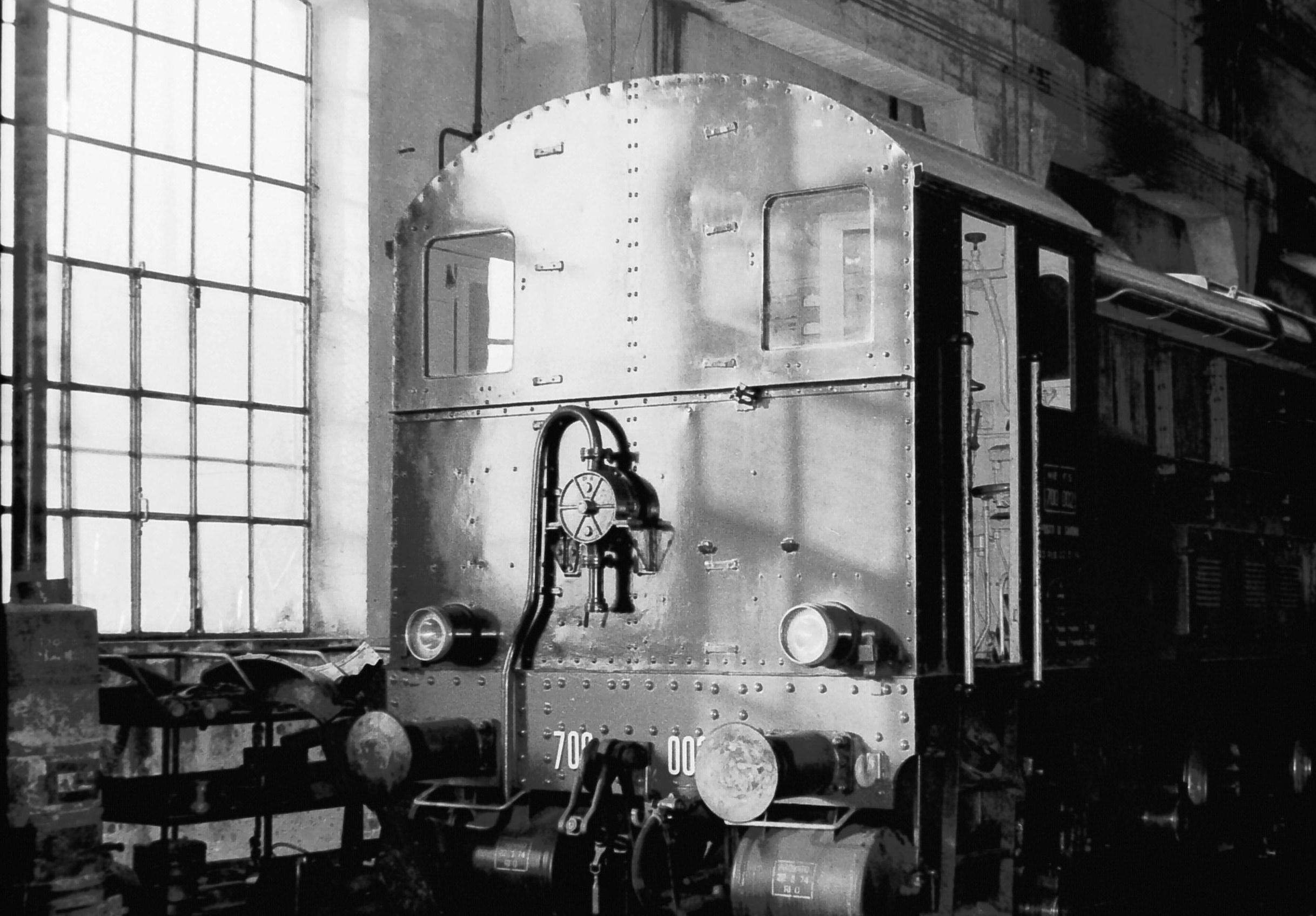
Ne 700.002 nell'officina del deposito locomotive di Novi San Bovo il 14 dicembre 1974.

Le Ne 700.001, 002 e 003 (ex WD 70.052, 054 e 055) furono cedute per demolizione alle Officine di Arquata nel gennaio 1984. Successivamente:
- La Ne 700.001 fu venduta alla società Cariboni di Colico che la rimise in efficienza per poterla utilizzare in val di Susa, durante i lavori di raddoppio della ferrovia del Frejus, nel tratto compreso tra Bussoleno e Salbertrand, sino alla conclusione dei lavori, per poi essere acquistita dalla Bionciani[7][5].
- La Ne 700.003 fu venduta alla società La Ferroviaria Italiana[7]. Entrata per la revisione nel 1991 nello stabilimento Fervet di Castelfranco Veneto[9] ne uscì più di due anni dopo verniciata con la livrea nera LFI, giungendo ad Arezzo il 31 ottobre 1993[10]. Venne quindi destinata alla ferrovia Sinalunga-Arezzo-Stia, dove svolse abitualmente servizio nella stazione terminale per la manovra dei carri per il trasporto di elementi prefabbricati di calcestruzzo armato, prodotti da un'azienda locale, e per l'eventuale sgombero della neve[11]. Passata nel 2005 di proprietà a Trasporto Ferroviario Toscano viene ancora occasionalmente reimpiegata per attività interne lungo la rete TFT.

## Caratteristiche
Le locomotive Ne 700 erano costituite da un telaio rigido su cui era montato un avancorpo e una cabina di guida posteriore. Nella struttura erano tozze e della tipica forma realizzata per le varie ferrovie britanniche. Avevano un rodiggio C. L'asse motore di trasmissione, contrappesato, era posto tra 2° e 3° asse e trasmetteva il moto ai tre assi mediante bielle motrici di accoppiamento.
Erano fornite di motore Midland mod.350H 1800-4 a 6 cilindri verticali, della potenza di 360 CV, con valvole in testa, ad iniezione diretta e ad aria aspirata. Ad essi era accoppiata una dinamo generatrice di corrente continua a 500 volt, della potenza continuativa di 230 kW a 700 giri/m che alimentava il motore elettrico di trazione posto trasversalmente tra il 2° e il 3° asse. La parte elettrica era di produzione English Electric Co. La frenatura era a ceppi sulle ruote e la velocità massima di 30 km/h.

## Conservazione museale

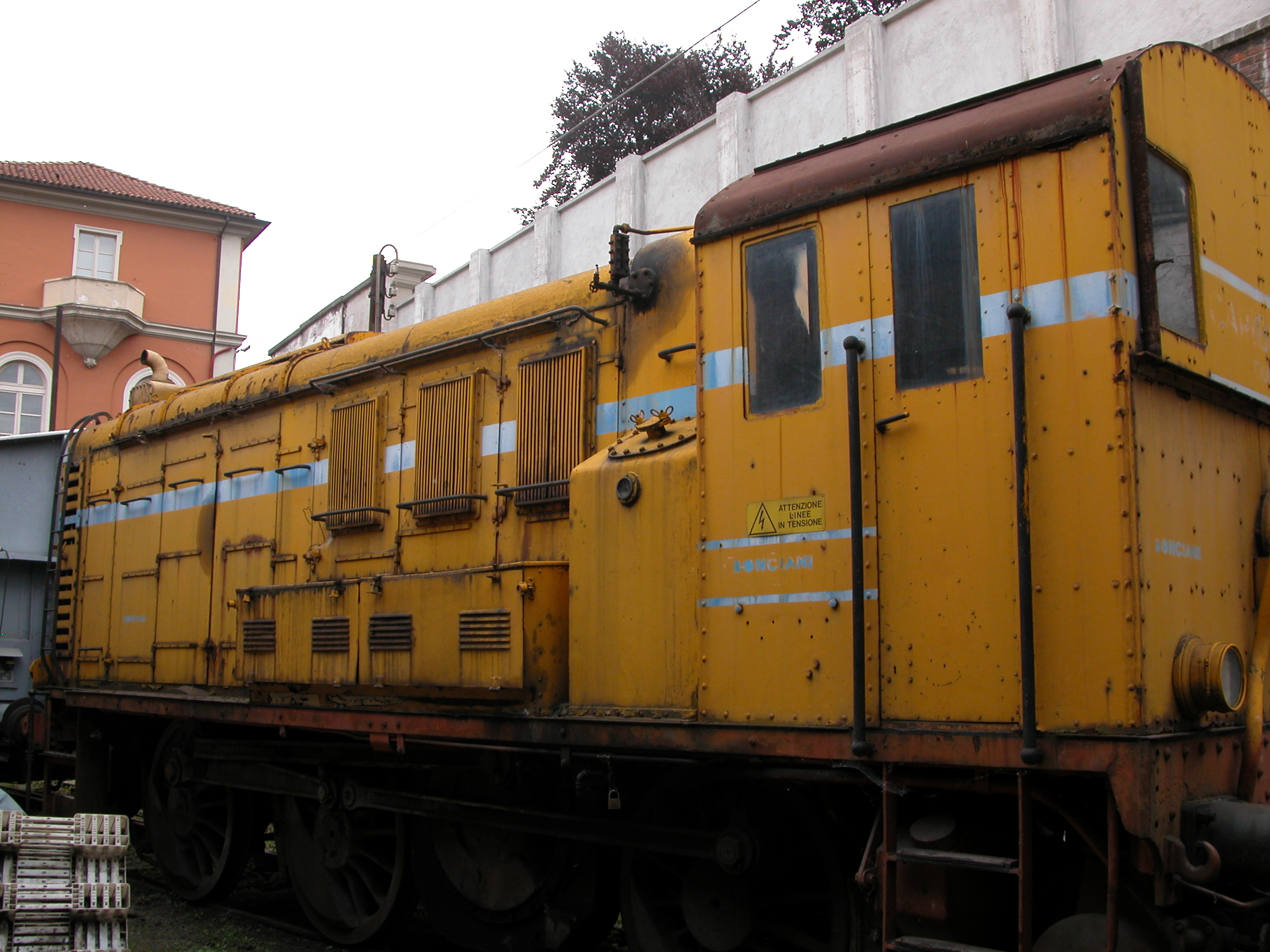
La Ne 700.001 con la livrea dell'impresa Cariboni (poi Bionciani) in attesa di ripristino nella stazione di Torino Porta Milano il 13 maggio 2012.

Alla fine del 1998 il Museo Ferroviario Piemontese (MFP) acquisì dalla ditta Bionciani la ex locomotiva FS Ne 700.001. La macchina fu trasportata a Torino su carrello stradale nel mese di dicembre 1998 per valutare la possibilità di rimetterla in funzione.